# Grand Prix Formule 1 van San Marino 1985
De Grand Prix Formule 1 van San Marino 1985 werd verreden op 5 mei in Imola. Het was de derde race van het seizoen.

## Uitslag
| Positie | Nummer | Rijder             | Team                   | Ronden | Tijd/Opgave          | Startplaats | Punten |
| ------- | ------ | ------------------ | ---------------------- | ------ | -------------------- | ----------- | ------ |
| 1       | 11     | Elio De Angelis    | Lotus-Renault          | 60     | 1:34:35.955          | 3           | 9      |
| 2       | 18     | Thierry Boutsen    | Arrows-BMW             | 59     | + 1 Ronde            | 5           | 6      |
| 3       | 15     | Patrick Tambay     | Renault                | 59     | + 1 Ronde            | 11          | 4      |
| 4       | 1      | Niki Lauda         | McLaren-TAG            | 59     | + 1 Ronde            | 8           | 3      |
| 5       | 5      | Nigel Mansell      | Williams-Honda         | 58     | + 2 Rondes           | 7           | 2      |
| 6       | 28     | Stefan Johansson   | Ferrari                | 57     | Geen benzine         | 15          | 1      |
| 7       | 12     | Ayrton Senna       | Lotus-Renault          | 57     | Geen benzine         | 1           |        |
| 8       | 7      | Nelson Piquet      | Brabham-BMW            | 57     | Geen benzine         | 9           |        |
| 9       | 3      | Martin Brundle     | Tyrrell-Ford           | 56     | Geen benzine         | 25          |        |
| 10      | 16     | Derek Warwick      | Renault                | 56     | Geen benzine         | 14          |        |
| DSQ     | 2      | Alain Prost        | McLaren-TAG            | 60     | Gediskwalificeerd *1 | 6           |        |
| DNF     | 23     | Eddie Cheever      | Alfa Romeo             | 50     | Motor                | 12          |        |
| NC      | 24     | Piercarlo Ghinzani | Osella-Alfa Romeo      | 46     | Niet geklasseerd     | 22          |        |
| DNF     | 27     | Michele Alboreto   | Ferrari                | 29     | Elektrisch probleem  | 4           |        |
| DNF     | 9      | Manfred Winkelhock | RAM-Hart               | 27     | Motor                | 23          |        |
| DNF     | 10     | Philippe Alliot    | RAM-Hart               | 24     | Motor                | 21          |        |
| DNF     | 6      | Keke Rosberg       | Williams-Honda         | 23     | Remmen               | 2           |        |
| DNF     | 26     | Jacques Laffite    | Ligier-Renault         | 22     | Turbo                | 16          |        |
| DNF     | 29     | Pierluigi Martini  | Minardi-Motori Moderni | 14     | Turbo                | 19          |        |
| DNF     | 25     | Andrea de Cesaris  | Ligier-Renault         | 11     | Spin                 | 13          |        |
| DNF     | 21     | Mauro Baldi        | Spirit-Hart            | 9      | Elektrisch probleem  | 26          |        |
| DNF     | 8      | François Hesnault  | Brabham-BMW            | 5      | Motor                | 20          |        |
| DNF     | 4      | Stefan Bellof      | Tyrrell-Ford           | 5      | Motor                | 24          |        |
| DNF     | 17     | Gerhard Berger     | Arrows-BMW             | 4      | Motor                | 10          |        |
| DNF     | 22     | Riccardo Patrese   | Alfa Romeo             | 4      | Motor                | 18          |        |
| DNS     | 30     | Jonathan Palmer    | Zakspeed               | 0      | Niet gestart         | 17          |        |

*1 Alain Prost eindigde de race als winnaar, maar werd later gediskwalificeerd omdat zijn auto niet het vereiste gewicht had na afloop van de race.

## Statistieken
| Pole-position | Ayrton Senna     | Lotus-Renault | 1:27.327 |
| Snelste ronde | Michele Alboreto | Ferrari       | 1:30.961 |

## Noot
- Eerste ronde als raceleider voor Stefan Johansson.
- Eerste podiumplaats voor Thierry Boutsen.

1981 · 1982 · 1983 · 1984 · 1985 · 1986 · 1987 · 1988 · 1989 · 1990 · 1991 · 1992 · 1993 · 1994 · 1995 · 1996 · 1997 · 1998 · 1999 · 2000 · 2001 · 2002 · 2003 · 2004 · 2005 · 2006